# Muizenoornetwants
De muizenoornetwants (Galeatus maculatus) is een wants uit de familie van de Tingidae (Netwantsen). De soort werd het eerst wetenschappelijk beschreven door Herrich-Schäffer in 1838.

## Uiterlijk
Net als de andere netwantsen hebben de vleugels van deze wants een fijnmazig netwerkpatroon van aders. Sommige aders zijn donkerder gekeurd. De wants is altijd langvleugelig en kan 2.5 tot 3.5 mm lang worden. Van het halsschild is het randveld opvallend breed en bestaat maar uit uit één enkele rij grote cellen. Het randveld steekt naar voren uit tot voorbij de ogen. Op de kop staan twee opvallend lange doorns die vooruitsteken tot voorbij de eerste twee antennesegmenten.  

## Leefwijze
De volwassen dieren kunnen gedurende een groot deel van het jaar worden gevonden in zandige, droge gebieden op muizenoor (Pilosella officinarum) waar ze zich bij voorkeur ophouden onder de bladrozetten.  

## Leefgebied
De soort is in Nederland zeer zeldzaam. Tot voor kort was er een enkele waarneming van de wants in de buurt van Wageningen uit 1884 maar in 2021 is de soort opnieuw in Nederland waargenomen in Brabant. 